# Clara Solé i Font
Clara Solé Font (Horta, Barcelona, 25 de junio de 1996) es una actriz, cantante, bailarina y directora catalana, vinculada con el mundo del teatro musical. Es conocida por haber sido parte del reparto de musicales como El despertar de la primavera,Fun Home y La hija del mardonde interpretó el papel de Ágata, rol con el cual ganó el Premio de la crítica a Mejor actriz de musical 2021.

## Biografía
Nació en el barrio de Horta de Barcelona el 25 de junio de 1996 y empezó a pisar los escenarios de pequeña en los Lluïsos d'Horta. Allí participa en distintos espectáculos de teatro musical de carácter amateur. Empieza formarse como intérprete en la escuela Eòlia y como músico en la escuela Musicant. Posteriormente, culmina su formación como intérprete profesional en la escuela Aules · Arts Escèniques, donde se gradúa dentro del Recorrido de Formación Profesional en 2018.
Debuta profesionalmente con Una cau de mil secrets, un espectáculo del Musical més petit y La Pedrera, donde interpreta el papel de Júlia de 2015 a 2017 . En 2016 forma parte del reparto de la versión catalana del musical El despertar de la primavera (Spring Awakening), estrenado en el Teatro Gaudíy trasladado en 2018 al Teatro Victoria de Barcelona, interpretando el papel de Thea.
En mayo de 2018, protagoniza el musical Tot el que no ens vam dir, de Alícia Serrat y Miquel Tejada en El Maldà.En verano de ese mismo año, participa en Carousel, en concierto, celebrado en el Festival Grec 2018. En septiembre del mismo año, forma parte de la versión catalana del musical Fun Home, estrenada en el Teatre Condal, donde interpreta al personaje de Alison Mitjana bajo la dirección de Daniel Anglès.
Durante el Festival Grec 2021, protagoniza el musical La filla del mar de La Barni, basado en la obra homónima de Àngel Guimerà, en el Teatre Condal.El musical regresa al mismo teatro en invierno de 2022 después de una gira por toda Cataluña.Su interpretación en el papel de Ágata le hizo ganar el Premio de la crítica a Mejor actriz de musical 2021.

## Trayectoria

### Teatro
| Año  | Título                                           | Rol                 | Teatro                         |
| ---- | ------------------------------------------------ | ------------------- | ------------------------------ |
| 2015 | Una cau de mil secrets                           | Julia               | La Pedrera                     |
| 2016 | Una cau de mil secrets                           | Julia               | La Pedrera                     |
| 2016 | El despertar de la primavera                     | Thea                | Teatro Gaudí                   |
| 2017 | El despertar de la primavera                     | Thea                | Teatro Gaudí                   |
| 2018 | El despertar de la primavera                     | Thea                | Teatro Victoria                |
| 2018 | Fun Home                                         | Alison Mitjana      | Teatro Condal                  |
| 2018 | Tot el que no ens vam dir                        | Anna                | El Maldá                       |
| 2019 | Tot el que no ens vam dir                        | Anna                | El Maldá                       |
| 2019 | Pornopop                                         | Gracia              | Sala Versus Glòries            |
| 2019 | Per si no ens tornem a veure                     | Princesa de Dumaine | El Maldá                       |
| 2019 | Impro Side Story                                 | Intérprete          | Sala Barts, Teatro Gaudí       |
| 2020 | Impro Side Story                                 | Intérprete          | Teatre Aquitania               |
| 2020 | Disset anys                                      | Clara               | Sala Barts                     |
| 2020 | Artaban, príncep de les estrellas                | Roseta              | Teatro Auditorio de Granollers |
| 2021 | Artaban, príncep de les estrellas                | Roseta              | Paredes del Vallés             |
| 2021 | La filla del mar                                 | Ágata               | Teatro Condal                  |
| 2022 | La filla del mar                                 | Ágata               | Teatro Condal                  |
| 2023 | L'última f**king nit (o la festa de Zeus i Hera) | Ares                | Teatre Lliure                  |
| 2023 | Artaban, príncep de les estrellas                | Roseta              | Sant Andreu Teatre             |
| 2023 | Un musical de película                           | Maria               | Gira por España                |
| 2024 | Un musical de película                           | Maria               | Gira por España                |
| 2024 | Impro Side Story                                 | Intérprete          | Espai Texas                    |

### Conciertos
| Año  | Título                                | Rol     | Teatro                     |
| ---- | ------------------------------------- | ------- | -------------------------- |
| 2017 | Nit de musicals: #magradenelsmusicals | Solista | Teatre Grec                |
| 2018 | Carousel, en conciert                 | Arminyi | Teatre Grec                |
| 2019 | In(è)dites                            | Solista | Lluïsos d'Horta            |
| 2019 | Octubre: cançons per la llibertat     | Coro    | Gira por Cataluña          |
| 2019 | Broadway Babies                       | Solista | CaixaForum de Barcelona    |
| 2020 | Broadway Babies                       | Solista | Teatre Eòlia               |
| 2020 | Si no t'hagués trobat                 | Solista | Lluïsos d'Horta            |
| 2020 | Amor x Amor                           | Solista | Teatro Romea               |
| 2021 | Amor x Amor                           | Solista | Virtual                    |
| 2021 | Fem-nos repgals                       | Solista | Espai 104, Lluïsos d'Horta |
| 2023 | Cantania 2023: Les portes del món     | Solista | Auditori de Barcelona      |

### Dirección
| Año  | Título            | Teatro            |
| ---- | ----------------- | ----------------- |
| 2019 | Una altra estrena | Gira por Cataluña |
| 2023 | L'últim hit       | Sala Pangolí      |

## Premios
| Año  | Premio                                        | Categoría               | Obra             | Resultado |
| ---- | --------------------------------------------- | ----------------------- | ---------------- | --------- |
| 2022 | XXIV Premios de la Crítica de Artes Escénicas | Mejor actriz de musical | La filla del mar | Ganador   |